# خوسيه لويس فوينتيس
خوسيه لويس فوينتيس (بالإسبانية: José Luis Fuentes)‏ هو لاعب جمباز فني فنزويلي، ولد في 2 مارس 1985 في بلنسية في فنزويلا.

## وصلات خارجية
- خوسيه لويس فوينتيس على موقع الاتحاد الدولي للجمباز (licence) (الإنجليزية)
- خوسيه لويس فوينتيس على موقع الاتحاد الدولي للجمباز (biography) (الإنجليزية)
- خوسيه لويس فوينتيس على موقع اللجنة الأولمبية الدولية (الإنجليزية)
- خوسيه لويس فوينتيس على موقع أوليمبيديا (الإنجليزية)